# أشروبة
قرية أشروبة هي إحدى القرى التابعة لمركز بني مزار بمحافظة المنيا في جمهورية مصر العربية. حسب إحصاءات سنة 2006، بلغ إجمالي السكان في أشروبة 15366 نسمة، منهم 7730 رجلا و7636 امرأة.